# Alessandro Mentasti
Alessandro Mentasti (Varese, 1844 – Novara, post 1910) è stato un organaro italiano, è stato un componente dell'omonima famiglia varesotta di organari attiva tra la seconda metà del XVIII secolo e gli inizi del XX secolo, formatasi all'interno della bottega di un'altra famiglia organaria preesistente: quella dei Biroldi.

## Biografia
Nasce a Varese nel 1844. Figlio terzogenito di Luigi (*1796 †1865) ebbe altri due fratelli, anch'essi organari: Giovanni, nato nel 1829 e Paolo, nato nel 1836.
Giovanni lavora accanto al padre ancora nella bottega Biroldi e rimane in società con lui fin verso il 1860. Dopo tale data prosegue l'attività in proprio nella provincia di Varese, nel Monferrato e in Liguria. Paolo invece parte da Varese nel 1865 insieme ad Alessandro, alla volta di Novara, per iniziare una nuova attività. Nel 1875 si trasferisce a Casale Monferrato lasciando al fratello il mercato novarese. Alessandro lavora in proprio dal 1874–75 fino al 1910 circa.

## Caratteristiche costruttive
Sono molti gli strumenti di grosse dimensioni, caratterizzati da una solidità costruttiva e da una costante preoccupazione di fornire un'abbondante alimentazione del vento. All'inizio del novecento anch'egli risente dei mutamenti di gusto introdotti dalla riforma ceciliana.
Caratteristico di Alessandro è la disposizione dell'Organo Eco dietro al Grand'Organo: spesso i registri sono su un unico somiere a vento diviso, cioè con doppia secreta e relativi comandi di trasmissione. Altre volte, su strumenti a un solo manuale, vengono inseriti alcuni registri in una cassa espressiva per effetti d'eco. Gli strumenti degli anni Settanta sono caratterizzati dalla precoce introduzione di registri di Bordone e violeggianti. Negli strumenti degli anni Ottanta e Novanta si notano molti più elementi di transizione dall'organo ottocentesco all'organo ceciliano, che si concretizzano nell'introduzione dei sopracitati registri e nell'estensione della pedaliera da diciassette pedali a venti (ventiquattro, venticinque, ventisette e infine trenta nell'organo del Duomo di Novara del 1902).
La spezzatura dei registri è tra Si 24 e Do 25 e permane fino all'inizio del nuovo secolo. La disposizione fonica è divisa tra «instrumentazione» e ripieno; l'instrumentazione è costituita da sonorità tipiche dell'organo–banda: quattro registri ad ancia divisi tra bassi e soprani, registri di taglio di flauto (Flauto in Selva, Flauto in VIII, Ottavino, ed altri). Raramente sono presenti cornetti e mutazioni in terza. Sovente, ad attività già avanzata, non sono rari registri di taglio violeggiante di 8'. Il ripieno parte generalmente dal 16' e arriva fino alle Quadragesime.
La seconda tastiera, quando presente, non è concepita come elemento dialogante con il Grand'Organo, ma funge essenzialmente da eco, e per questo contiene spesso pochi registri in rapporto alla mole del primo organo. Solo verso l'inizio del nuovo secolo vengono abbandonati i registri d'effetto come timpani e campanelli. In alcuni strumenti è presente un melodium tergale nella balconata della cantoria contenente un registro, generalmente ad ancia, nella tessitura dei soprani. Alessandro Mentasti ha operato a Vercelli parecchi interventi sugli strumenti di altri costruttori, ma ne ha anche costruiti di nuovi: ricordiamo l'organo della Sinagoga (1878), di San Cristoforo (1901) e di San Agnese (1906).

## Opere
- Borgosesia, Chiesa di Sant’Antonio, XIX secolo (riforma dell’organo Brunelli, XVIII sec.)
- Postua, Chiesa di Santa Maria Assunta, 1875
- Cressa, Chiesa parrocchiale, 1876
- Serravalle Sesia, Fraz. Bornate, Chiesa parrocchiale, 1877
- Caltignaga, Chiesa di Santa Margherita, 1878
- Vercelli, Sinagoga, 1878
- Borgolavezzaro, Chiesa parrocchiale, 1884
- Ponti, Chiesa di Nostra Signora Assunta, 1884
- Vigevano, Chiesa di San Carlo, 1884
- Masserano, Collegiata, 1888
- Alessandria, Confraternita di San Giovannino, 1890
- Vigevano, Convento delle Sacramentine, 1890-92 (spostato nel nuovo convento e ampliato nel 1910, sempre da Alessandro Mentasti)
- Pallanza, Chiesa Madonna di Campagna, 1892
- Borgolavezzaro, Chiesa di San Rocco, 1892
- Alice Belcolle, Chiesa di San Giovanni Battista, 1893
- Parona Lomellina, Chiesa di San Pietro apostolo, 1893
- Piode, Chiesa di Santo Stefano, 1893
- Borgo Vercelli, Chiesa di Santa Maria Assunta, 1896
- Occimiano, Confraternita dei Disciplinati, 1897 (rifacimento di un organo precedente Anonimo, s.d.)
- Visone, Chiesa dei SS. Pietro e Paolo, 1897
- Grignasco, Chiesa di Santa Maria Vergine Assunta, 1899
- Balmuccia, Chiesa di Santa Margherita, 1900
- Momo, Chiesa della Natività di Maria Vergine, 1900
- Vercelli, Chiesa di San Cristoforo, 1901
- Gattico - Fraz. Maggiate Superiore, Chiesa di San Giacomo (riforma dell'organo F.lli Scolari, 1903, intervento in realtà già effettuato da Alessandro Krengli)
- Novara, Cattedrale di Santa Maria Assunta - organo in cornu epistulae, 1904
- Novara, Basilica di San Gaudenzio - >1904 (riforma dell'organo Serassi, 1829 - non più esistente)
- Vercelli, Chiesa di Sant'Agnese, 1906
- Vigevano, Cappella di San Giovanni Battista (Istituto Manara Negrone), 1908
- Fontanile, Chiesa di San Giovanni Battista, 1910